# Carlina corymbosa
El cardo cuco (Carlina corymbosa), es una planta herbácea de la familia Asteraceae.

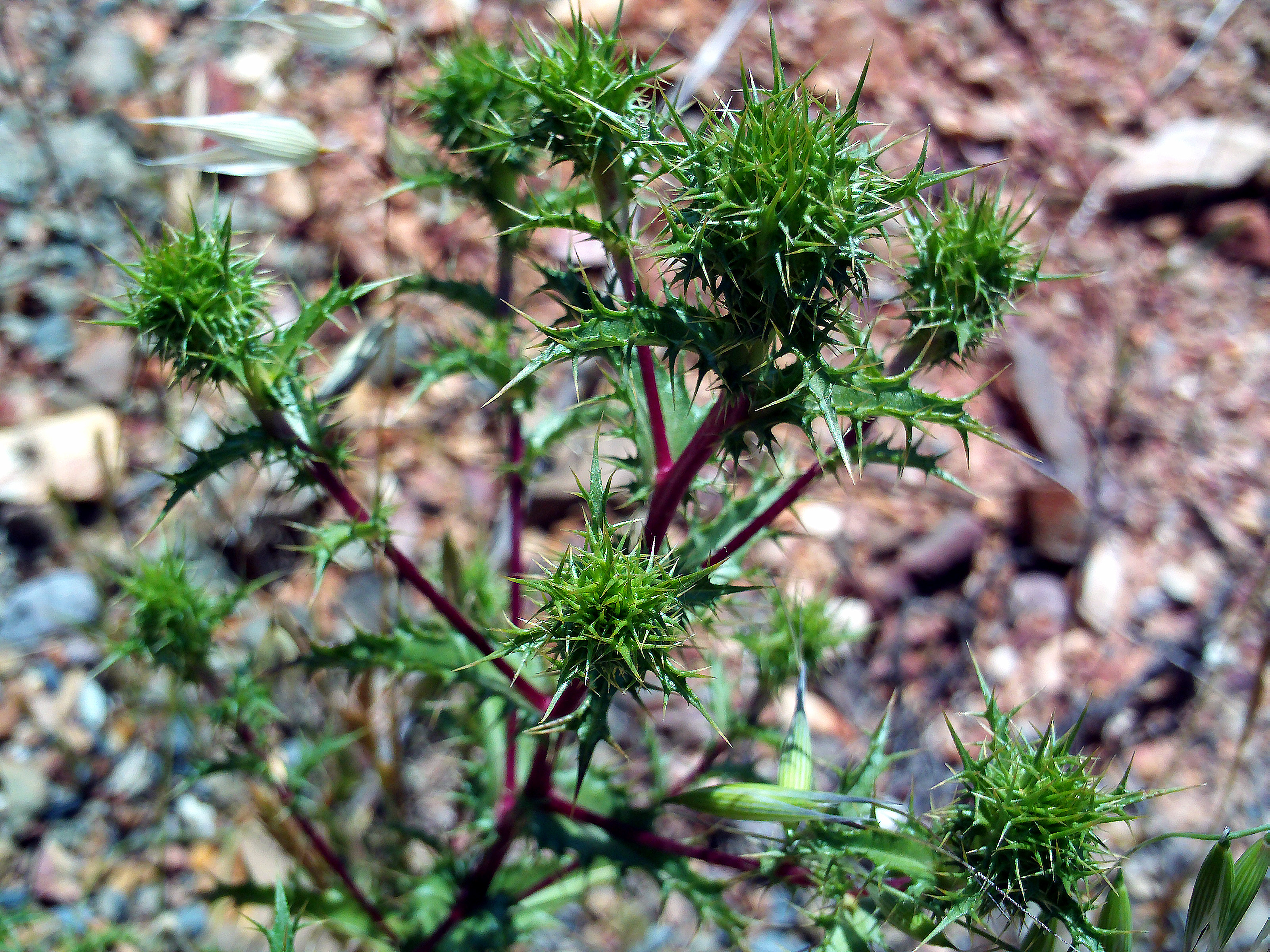
Vista general en pre antesis.

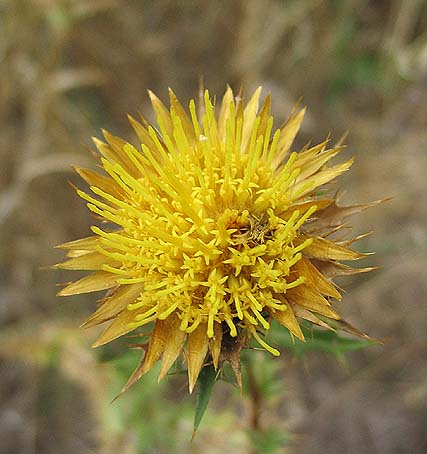
Inflorescencia: vista cenital.

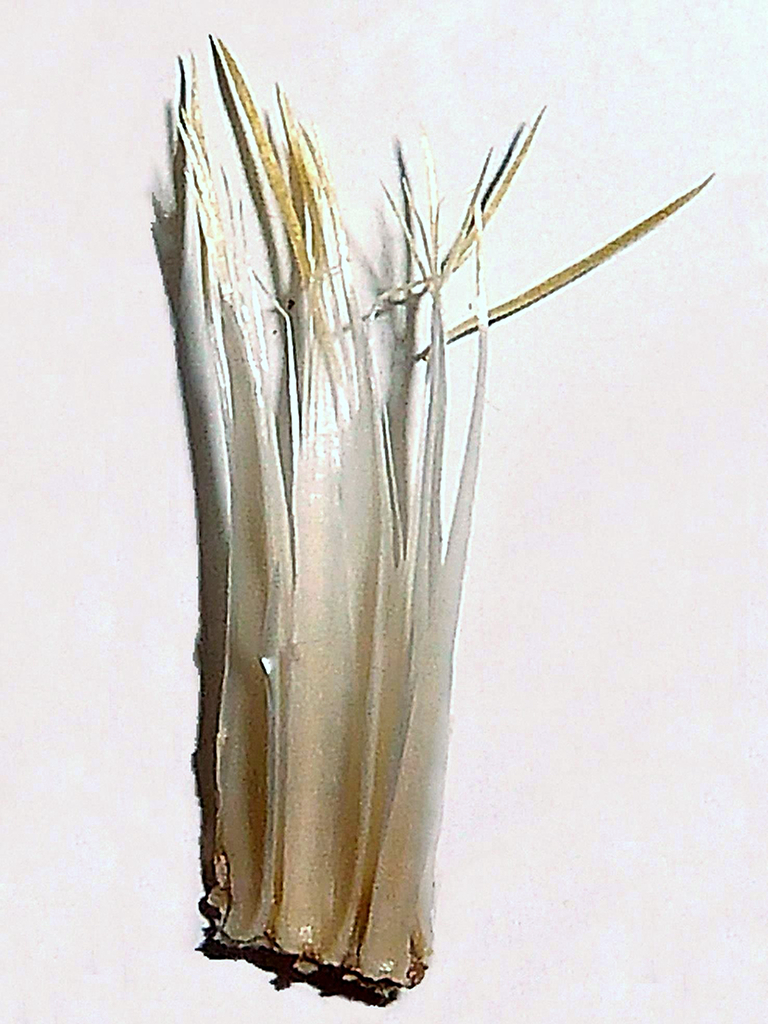
Páleas acanaladas y laceradas, separadas del receptáculo.

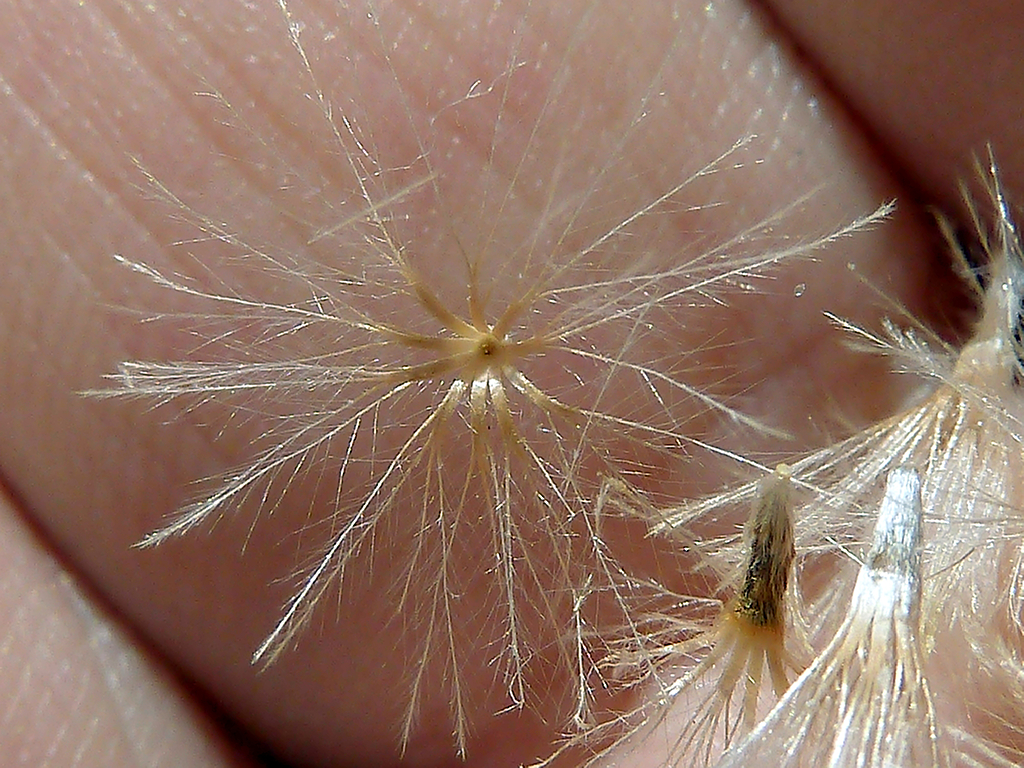
Cipselas sueltas, de cuerpo densamente seríceo y vilano con una fila de cerdas plumosas fusionadas en fascículos por sus bases.

## Distribución y hábitat
Es nativo del mediterráneo. En España se encuentra en la península en etapas aclaradas del encinar y en las islas Baleares donde crece en los bordes de caminos, terrenos sin cultivar y zonas secas.

## Descripción
Como todas las especies de Carlina, es semejante a los cardos, con tallo erecto y hojas lobuladas con espinas y capítulos terminales rodeadas por brácteas espinosas similares a las hojas caulinares e involucrales, salvo las más internas parecidas a ligulas y de color amarillo dorado. El receptáculo, algo cóncavo, tiene páleas (brácteas axilares de los flósculos) acanaladas laceradas.
El cardo cuco tiene las flores (flósculos) amarillas. Las hojas, semiabrazadoras, están armadas con espinas en el margen. La planta es perenne y está provista de un tronco sorprendentemente grueso y profundo.
Al igual que otras especies de Carlina, los frutos son cipselas con denso indumento sericeo adpreso y vilano de cerdas plumosas en fascículos soldados en un anillo en su bases.

## Taxonomía
Carlina corymbosa fue descrita por Carolus Linnaeus y publicado en Species Plantarum, vol. 2, p. 828, errata [1231], 1753
Etimología
Carlina: nombre genérico que cuenta la leyenda que le enseñaron los «ángeles» a Carlomagno  como debía emplearla (refiriéndose a Carlina acaulis) contra la peste, y que así libró a sus huestes de ella; y la planta se nombró así en su honor. Más tarde, la leyenda cambió a Carlomagno por Carlos I de España. Está última interpretación sería la que sirvió de base a Linneo para nombrar al género.
corymbosa: epíteto latino que significa "con corimbo".
Sinonimia
- Carlina elegans Heldr. ex Halácsy
- Carlina thracica Velen.[5]

Taxones infraespecíficos aceptados
- Carlina corymbosa var. graeciformis Meusel & Kästner
- Carlina corymbosa var. lobeliana (Tausch) Meusel & Kästner[5]

## Nombres comunes
- castellano: ajonjero, cabeza de pollo, cado cuco, carasol, cardo, cardo cuca, cardo cuco, cardo de arzolla, cardo de cabeza de polle, cardo de cabeza de pollo, cardo de carrizo, cardo de cuco, cardo granador, cardo lechero, cardo pinchoso, cardo redondal, cardo-cuco, cardos de la uva, carlina, cart negre. En cursivas, los más corrientes/extendidos en España.[6][7]